# بهاءالدوله دیلمی
پیروز خوارشاذ (فیروز خوارشاذ) دیلمی ملقب به بهاءالدوله و مُکَنّیٰ به ابونصر (درگذشتهٔ ۵ جمادی‌الثانی ۴۰۳ در ارجان) سومین پسر عضدالدوله دیلمی و از امیران آل بویه بود که توسط خلیفه، الطائع به بهاءالدوله و ضیاءالملّه ملقب شد. وی که جانشین برادر بزرگتر خود، شرف‌الدوله بود مدت‌ها با دیگر برادرش، صمصام‌الدوله که در شیراز مستقر بود به جنگ پرداخت و پس از مرگ صمصام‌الدوله توانست شیراز و کرمان را تسخیر کند. با اینکه قلمرو آل بویه در زمان بهاءالدوله از لحاظ وسعت با دوران عضدالدوله برابری می‌کرد، وی هرگز نتوانست آرامش، ثبات و امنیت کاملی در ناحیهٔ تحت حاکمیت خود برقرار سازد.

## زندگی

### آغاز زندگی
با مرگ عضدالدوله در شوال ۳۷۲ قمری (مارس ۹۸۳ میلادی)، از آنجایی که وی جانشینی برای خود تعیین نکرده بود، فرزندش صمصام‌الدوله جانشین او شد. با امارت صمصام الدوله، چون برادر دیگرش شیردل (ملقب به شرف‌الدوله) که از جانب عضدالدوله والی کرمان بود از مرگ پدر مطلع شد رهسپار فارس گردید و آنجا را به تصرف درآورد. پس از آن سپاهی را که صمصام‌الدوله به جنگ او فرستاده بود شکست داد. در سال ۳۷۵ یکی از سرداران بزرگ دیلمی به نام اَسوار به مخالفت با صمصام‌الدوله برخاست و بسیاری از سپاهیان به او پیوستند. آنان تصمیم گرفتند که از شرف‌الدوله فرمانبرداری کنند و ابونصر که در آن زمان پانزده سال داشت را به نیابت از طرف شرف‌الدوله در بغداد به فرمانروایی برسانند. اما چنین نشد و صمصام‌الدوله کنترل اوضاع را در دست گرفت و ابونصر برادر کوچکتر خود را اسیر کرد و به زندان انداخت.
در همین سال شرف‌الدوله از شیراز به قصد اهواز بیرون آمد و آنجا را تصرف کرد. سپس بصره را نیز به دست آورد. چون صمصام‌الدوله از این موضوع آگاه شد به او پیشنهاد آشتی داد و دو برادر در ماه صفر سال ۳۷۵ قمری (ژوئن ۹۸۶) با یکدیگر پیمان بستند و شرط کردند که در عراق به نام شرف‌الدوله خطبه خوانده شود و صمصام‌الدوله در آنجا باقی بماند (به نیابت از طرف شرف‌الدوله) و شرف‌الدوله بر فارس و خوزستان و بصره حکومت کند و ابونصر از زندان آزاد گردد.
چندی بعد شرف‌الدوله به قصد تصرف بغداد به راه افتاد. سپاه صمصام‌الدوله هم از فرمان او سرپیچی کردند. وی ناگزیر با خواص خود نزد شرف‌الدوله رفت؛ اما به محض اینکه از مجلس او بیرون آمد، دستگیر شد. شرف‌الدوله در رمضان سال ۳۷۶ (ژانویه ۹۸۷) در حالی که صمصام‌الدوله را به بند کشیده بود وارد بغداد شد.
پس از آنکه شرف‌الدوله در اول جمادی‌الثانی ۳۷۹ (۶ سپتامبر ۹۸۹) درگذشت، همان‌طور که او تأیید کرده بود، برادرش ابونصر که در آن زمان نوزده سال داشت، جانشین وی شد و افراد سپاه با او بیعت کردند.

### رابطه با خلیفه
در آغاز میان ابونصر و خلیفه الطّائع نامه‌هایی رد و بدل شد. سرانجام هر یک در مقابل دیگری سوگند وفاداری یاد کردند و روز پس از آن در کشتی در مقابل دارالملک ابونصر دیدار کردند. خلیفه با تشریفات و طی مراسمی خلعت‌های سلطانی و لقب بهاءالدوله و ضیاءالملّه را به او اعطا کرد. فرمان خلیفه دربارهٔ تصدی وی نیز خوانده شد.
بهاءالدوله در سال ۳۸۱ ق دچار مضیقه مالی شد. مردی به نام ابن‌المعلم که در او نفوذ بسیاری داشت، پیشنهاد کرد خلیفه الطائع را دستگیر و اموال او را ضبط کند. بهاءالدوله نیز در طی جریاناتی خلیفه را به زور به خانه خود برد و آنچه از اموال و ذخایر در خانه او بود ضبط کرد. خلیفه هم خود را از خلافت خلع کرد و بهاءالدوله، احمد بن اسحاق بن المقتدر را به جای او نشانید. خلیفه جدید «القادر بالله» خوانده شد.

### درگیری با صمصام‌الدوله
بهاءالدوله از همان اوان امارت مواجه با مخالفت برادر بزرگترش صمصام‌الدوله شد؛ که علی‌رغم نابینایی، در فارس به طلب قدرت برخاسته بود و طالب سهم خود از قلمرو پدر بود. در سال ۳۸۰ بهاءالدوله به قصد تصرف فارس به خوزستان رفت و از آنجا وارد ارجان شد. پس از آن با سپاه صمصام‌الدوله به جنگ پرداخت و شکست خورد. آن دو سرانجام پیمانی بستند و قرار شد که فارس و ارجان متعلق به صمصام‌الدوله باشد و خوزستان و عراق متعلق به بهاءالدوله.
در سال ۳۸۲ چون صمصام‌الدوله اطلاع یافت که بهاءالدوله در نهان برای تصرف فارس آماده می‌شود، بر او پیشدستی کرد و خوزستان را به تصرف درآورد. این مناقشات تا سال ۳۸۶ ادامه یافت. در آن زمان فخرالدوله دیلمی نیز در ری فرمانروایی می‌کرد؛ بنابراین قلمرو آل بویه عملاً به سه سرزمین مستقل با سه امیر تقسیم شده بود.
در پایان قرن چهارم قمری (ده میلادی) ناآرامی و آشوب عراق و فارس را در بر گرفته بود. در سال ۳۸۸ (۹۹۸) صمصام‌الدوله به خوزستان حمله و بصره را اشغال کرد. بهاءالدوله و متحدانش بصره را پس گرفتند اما نتوانستند به پیروزی قطعی در مقابل صمصام‌الدوله دست یابند. صمصام‌الدوله سرانجام در ذی‌الحجه ۳۸۸ (نوامبر ۹۹۸) در نزدیکی شیراز و توسط پسران عزالدوله بختیار کشته شد.

### گسترش قلمرو و مرگ
پس از کشته شدن صمصام‌الدوله، ابوعلی –پسر استاد هرمز– که از طرف صمصام‌الدوله والی خوزستان بود به بهاءالدوله پیوست و او سپاهی برای بیرون آوردن فارس از دست پسران عزّالدوله به آنجا فرستاد. دو پسر عزالدوله گریختند و فارس به تصرف بهاءالدوله درآمد. وی پس از آن کرمان و عمان را نیز تصرف کرد. به گونه‌ای که وسعت قلمرواش با وسعت قلمرو پدرش عضدالدوله در اوج قدرت برابری می‌کرد. بهاءالدوله از آن پس در فارس اقامت گزید. در آن زمان عراق توسط امیرهای بادیه‌نشین و کردها تهدید می‌شد.
بهاءالدوله سرانجام در ۵ جمادی‌الثانی ۴۰۳ (۲۲ دسامبر ۱۰۱۲) بر اثر بیماری صرع در ارّجان درگذشت. جسد او را به حرم علی بن ابی‌طالب در نجف بردند و در کنار پدرش به خاک سپردند. وی ۴۳ سال عمر و ۲۴ سال سلطنت کرد. پس از وی پسرش سلطان‌الدوله جایش را گرفت.